# Exberliner
《Exberliner》是一份在柏林发行的英文月刊杂志，每月1号发行（7，8月为合刊），售价2.5欧元。杂志的固定板块有实事新闻，儿童天地，美食小街，都市时尚等。每期杂志新鲜速递（What's on）里有不少对时下热门的书籍，表演，音乐，电影专题的报道和赏析。杂志社还定期举办聚会及各类文化活动（如每月在Kaffee Burger举行的“英语星期三”）。
该杂志创办于2002年，原名为The Berliner，由于该商标已被注册，被迫更名为 Exberliner。这家出版社Iomauna媒体公司还经营Exberliner Flat Rentals（英文房屋中介），帮助外国人在柏林寻找合适的住所。
杂志主页上提供众多关于柏林的旅游，饮食，消遣，娱乐的信息。